# Верхньобешкільське сільське поселення
Верхньобешкі́льське сільське поселення (рос. Верхнебешкильское сельское поселение) — муніципальне утворення у складі Ісетського району Тюменської області, Росія.
Адміністративний центр — село Верхньобешкіль.

## Населення
Населення — 584 особи (2020; 602 у 2018, 615 у 2010, 592 у 2002).

## Склад
До складу поселення входять такі населені пункти:
| Населений пункт      | Населення, осіб (2002) | Населення, осіб (2010) |
| -------------------- | ---------------------- | ---------------------- |
| Верхньобешкіль, село | 573                    | 591                    |
| Пастухова, присілок  | 19                     | 24                     |